# Sittuyin

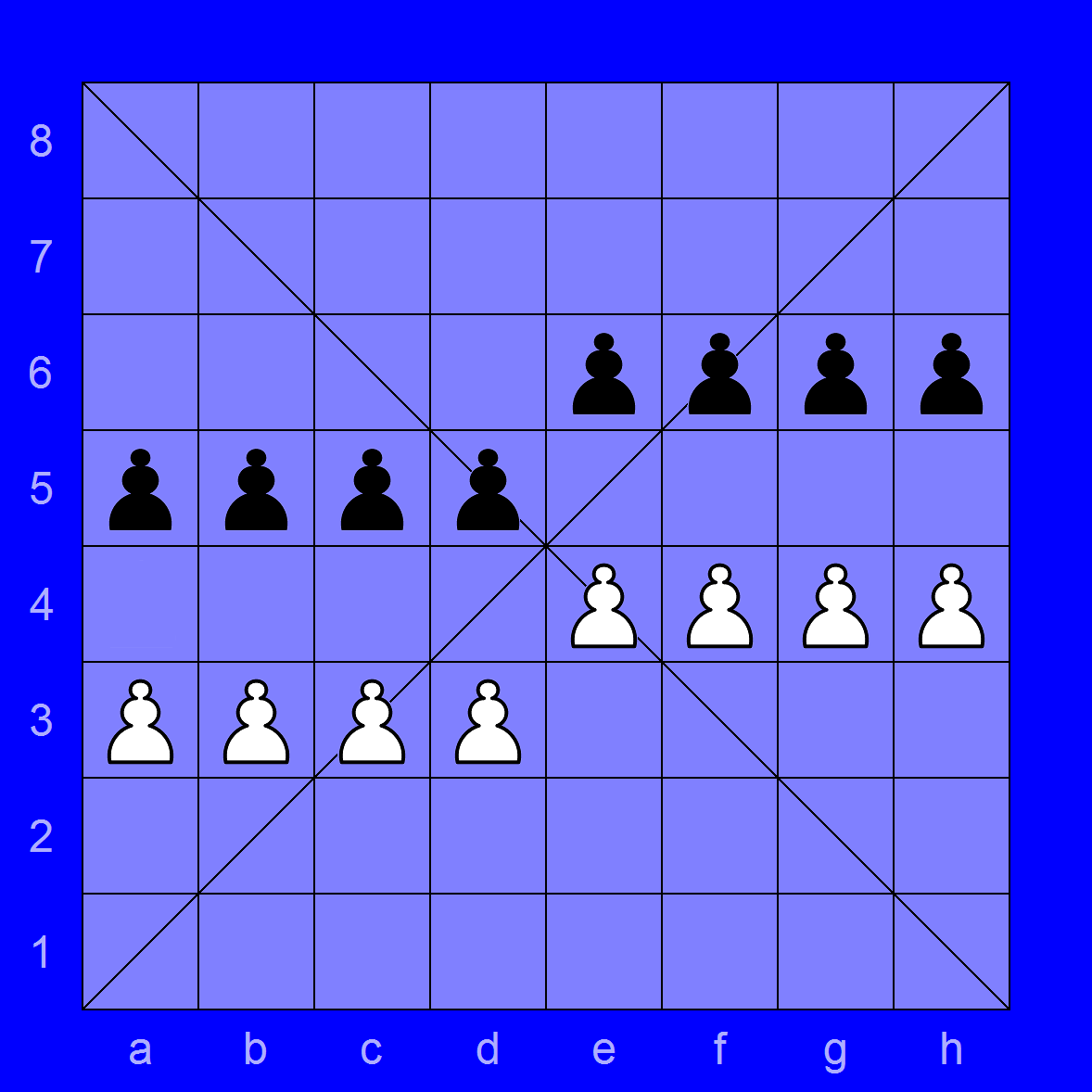
Bàn cờ Sittuyin lúc xuất phát

Sittuyin (tiếng Miến Điện စစ်တုရင်), hay còn gọi là Cờ Miến, là một Trò chơi trí tuệ dành cho hai người, được tạo ở Myanmar có nguồn gốc từ Saturaga của Ấn Độ nằm trong cùng một thể loại cờ với cờ vua, cờ tướng, shogi, janggi, makruk, cờ tư lệnh.

## Bàn cờ
Bàn cờ Sittuyin cũng có 8 hàng, 8 cột, tổng 64 ô vuông như bàn cờ vua.
Tuy nhiên, các ô trên bàn cờ Sittuyin không tô hai màu xen kẽ và người Myanmar kẻ thêm hai đường chéo của bàn cờ để làm căn cứ cho luật phong và việc xếp quân khi bắt đầu các ván cờ.
Vị trí các quân cờ khi bắt đầu ở cờ Sittuyin là ở trên cao và rất khác do với các loại cờ cùng kế thừa dòng cờ Chaturanga.

## Quân cờ và cách di chuyển
Quân cờ Sittuyin cũng là các hình khối (như các bức tượng) giống quân cờ vua, những hình khối này mang đặc trưng văn hóa Myanmar.

### Vua
Vua có thể di chuyển một bước theo mọi hướng bất kỳ như quân Vua trong cờ vua

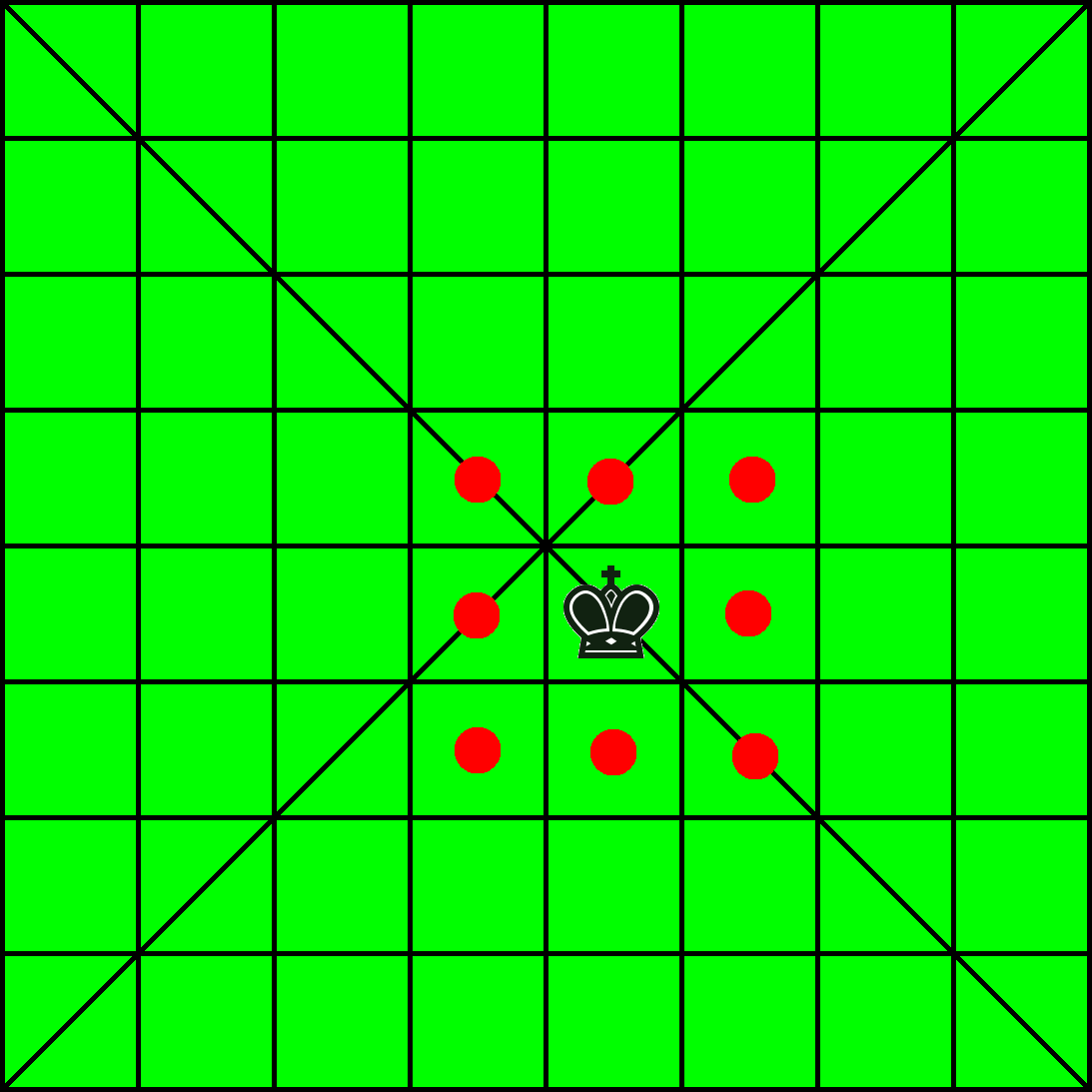
Cách di chuyển của Vua

### Sĩ
Sĩ có thể di chuyển một bước theo mọi hướng chéo nào như quân Sĩ của cờ tướng.

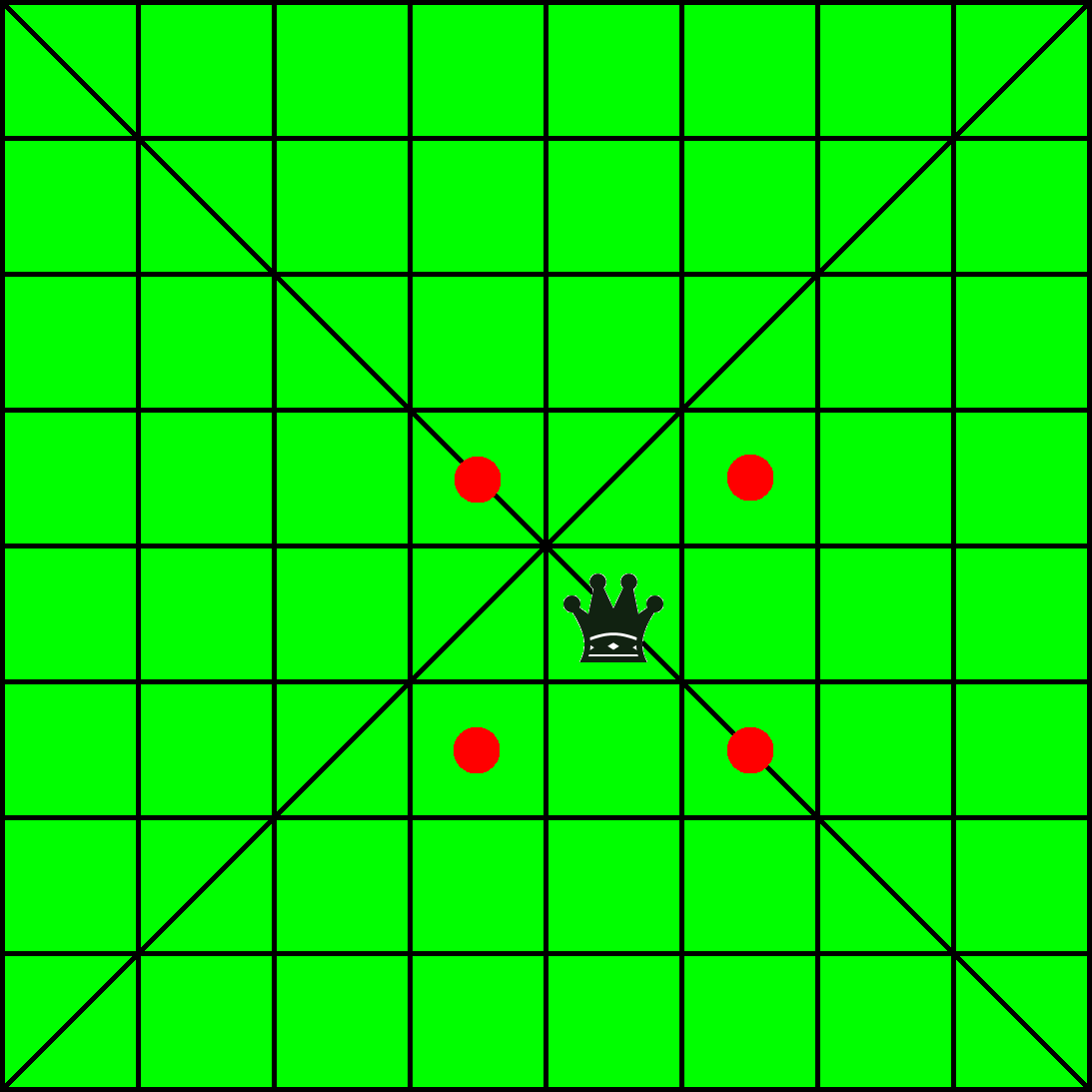
Cách di chuyển của Sĩ

### Tượng
Tượng có thể di chuyển một bước theo mọi hướng chéo nào và được tiến một bước như quân Bạc trong Shogi.

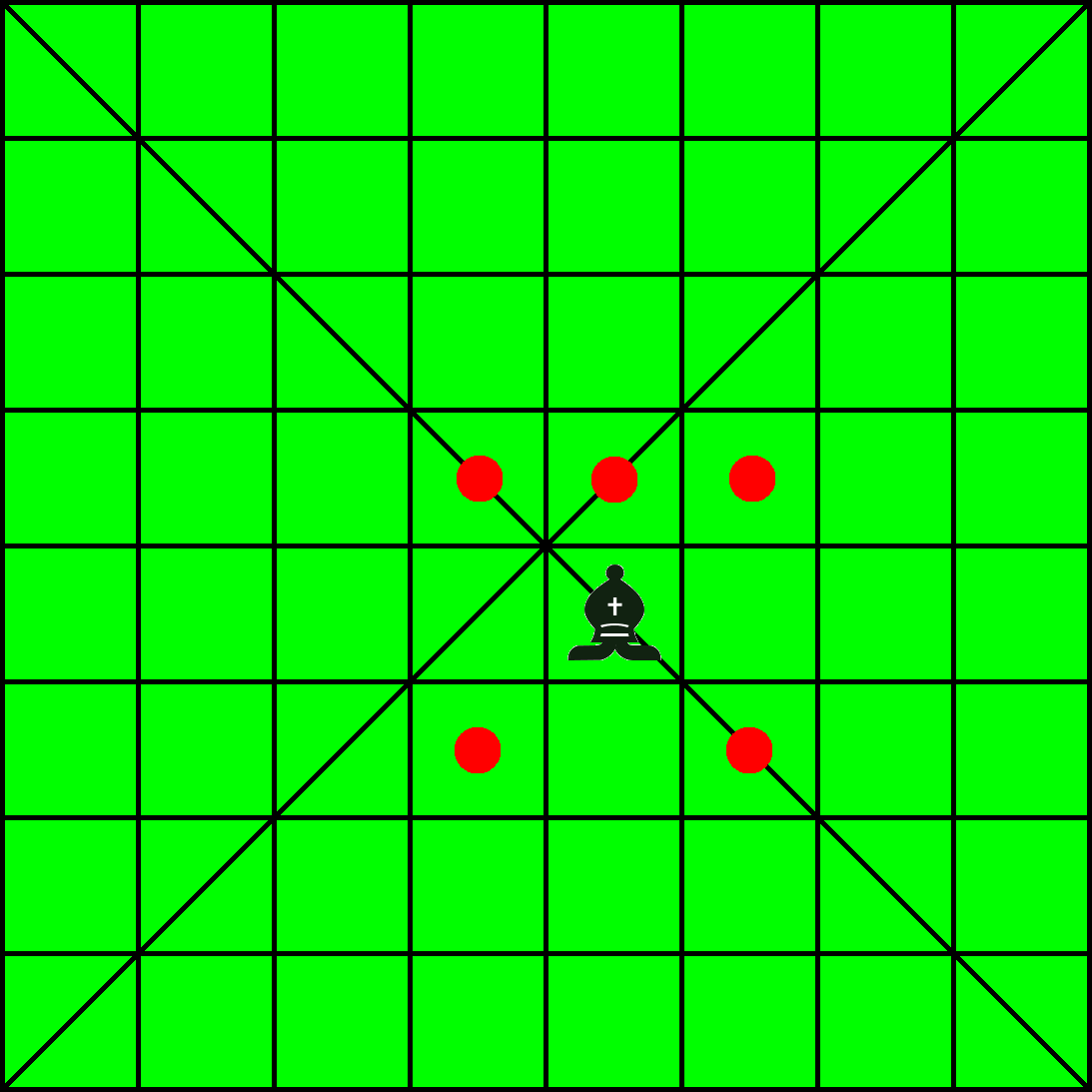
Cách di chuyển của Tượng

### Mã
Mã có thể di chuyển theo hình chữ L (hình chữ nhật 3×2 hay 2×3) tới ô còn trống hoặc ô có quân đối phương đang đứng như quân Mã trong cờ vua. 

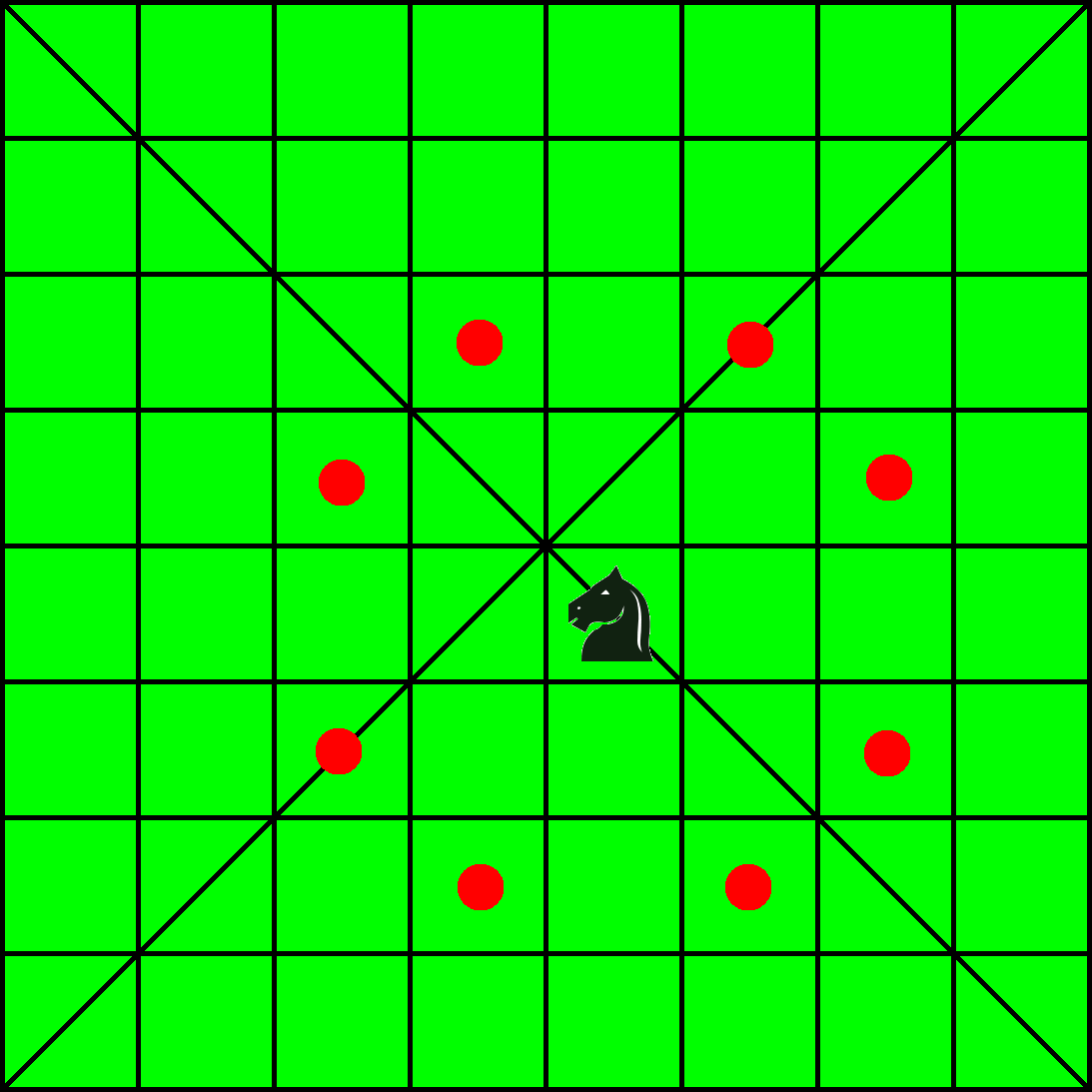
Cách di chuyển của Mã

### Xe
Xe có thể di chuyển bất kỳ số lượng ô vuông nào dọc theo bốn hướng trực giao như quân Xe trong cờ Vua.

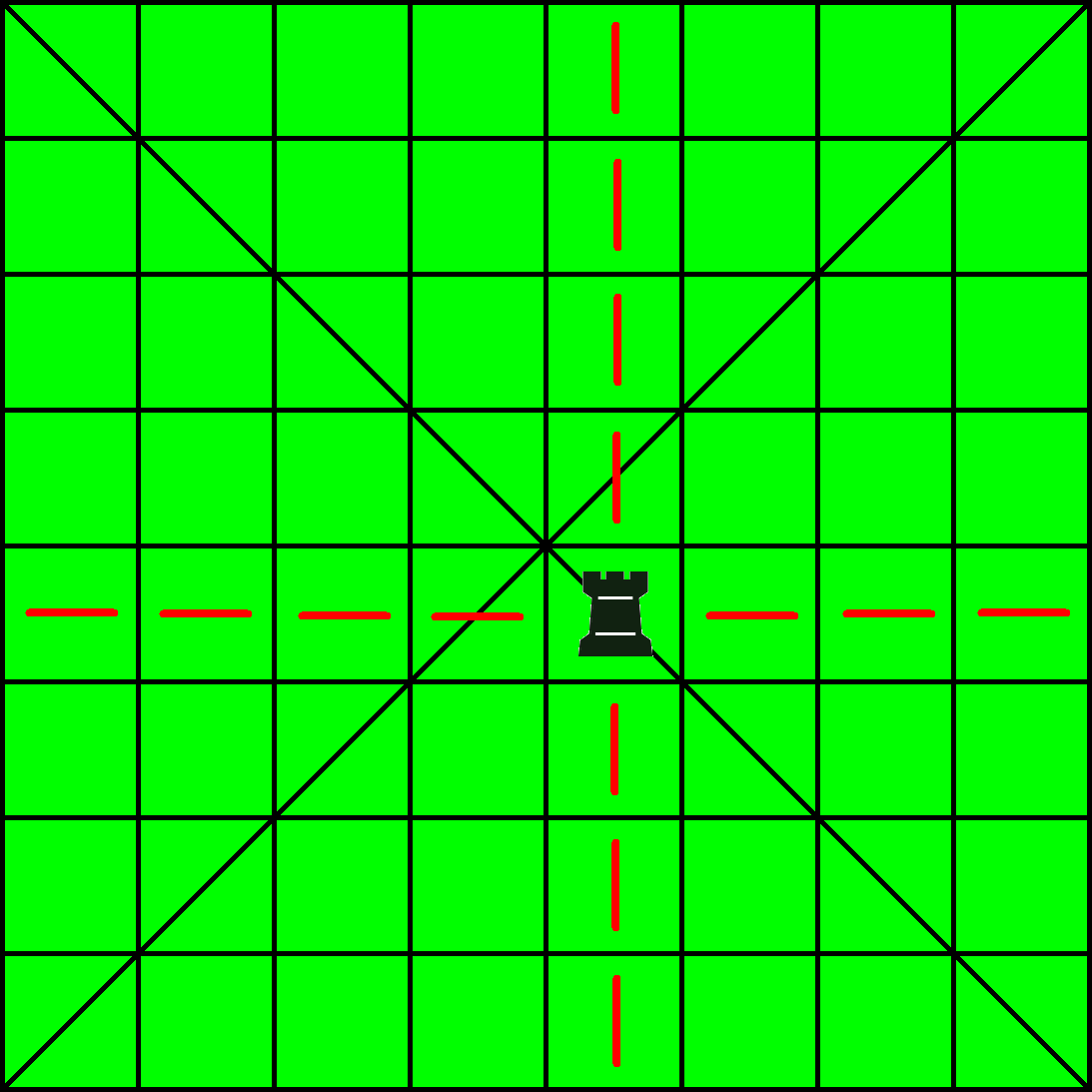
Cách di chuyển của Xe

### Tốt
Tốt có thể di chuyển một bước về phía trước và bắt quân ở 2 đường chéo trước mặt, Tốt được phong cấp thành Sĩ khi đứng ở 2 đường chéo lớn của bàn cờ.
Tốt chỉ được phong cấp khi quân Sĩ của phe ta không còn trên bàn cờ. khi phong cấp xong sẽ đến lượt đối thủ di chuyển, người chơi có thể lựa chọn phong cấp hoặc không đều được.
Trường hợp duy nhất mà tốt không cần đứng ở đường chéo lớn của bàn cờ mà vẫn phong cấp được là khi người chơi chỉ còn lại một quân Tốt cuối cùng.

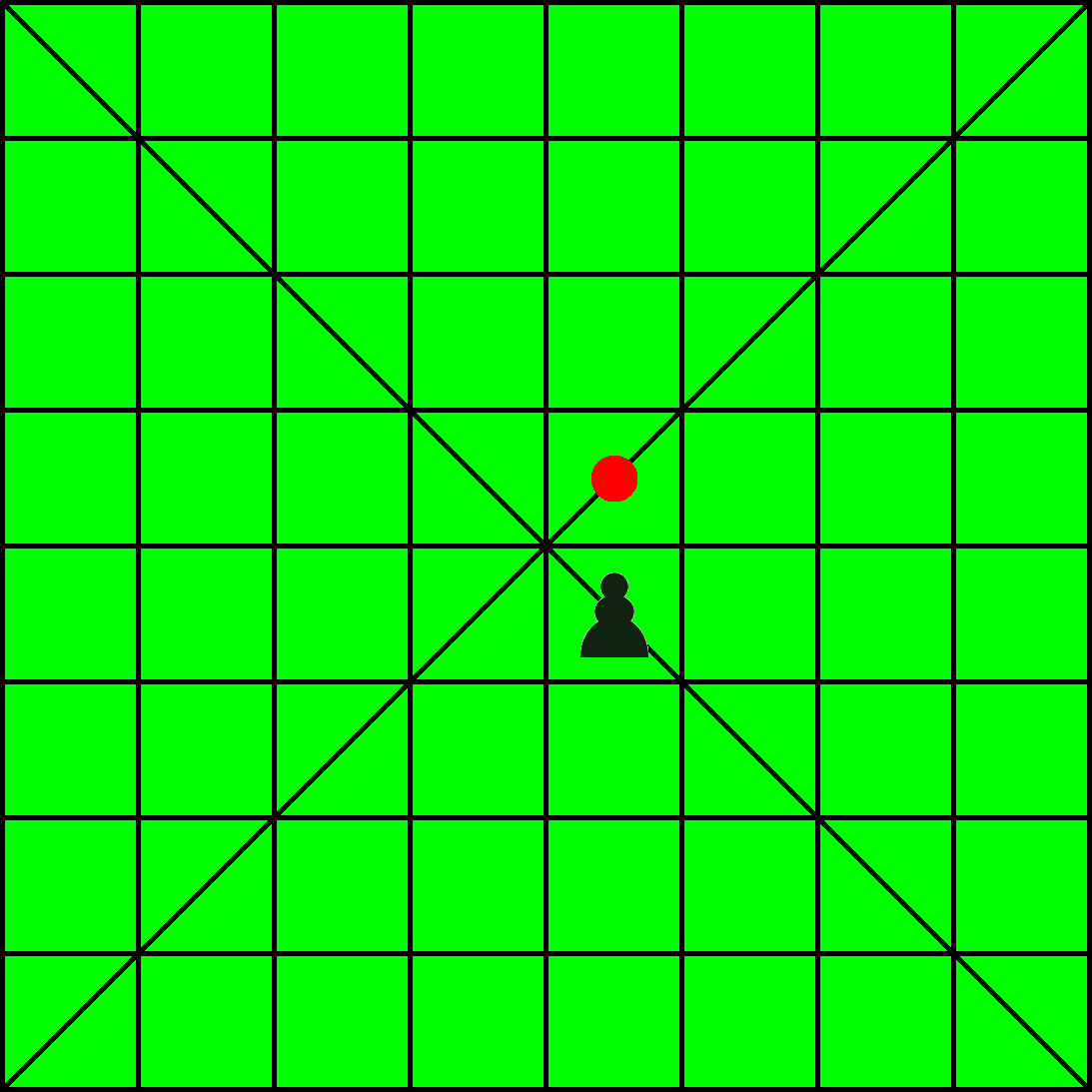
Cách di chuyển của Tốt

## Luật chơi
Mục tiêu của trò chơi là chiếu hết vua của đối thủ. Không được đưa đối thủ vào thế hết nước đi
Khi bắt đầu chơi chỉ có quân Tốt được đặt vào bàn cờ đầu tiên, một bên sẽ đặt quân 8 Tốt ở hàng 3 và 4 mỗi hàng 4 quân, cũng tương tự bên còn lại sẽ đặt Tốt ở hàng 5 và 6.
Tiếp theo người chơi sẽ đặt bất cứ quân nào nên bất cứ vị trí nào trên bàn cờ sau hàng Tốt ở bên mình ngoại trừ quân Xe, quân Xe chỉ được đặt ở hàng dưới cùng bên người chơi,
Trong các giải đấu chính thức, người ta sẽ che một tấm màn nhỏ ở giữa bàn cờ để ngăn những người chơi nhìn thấy sự triển khai quân của nhau.

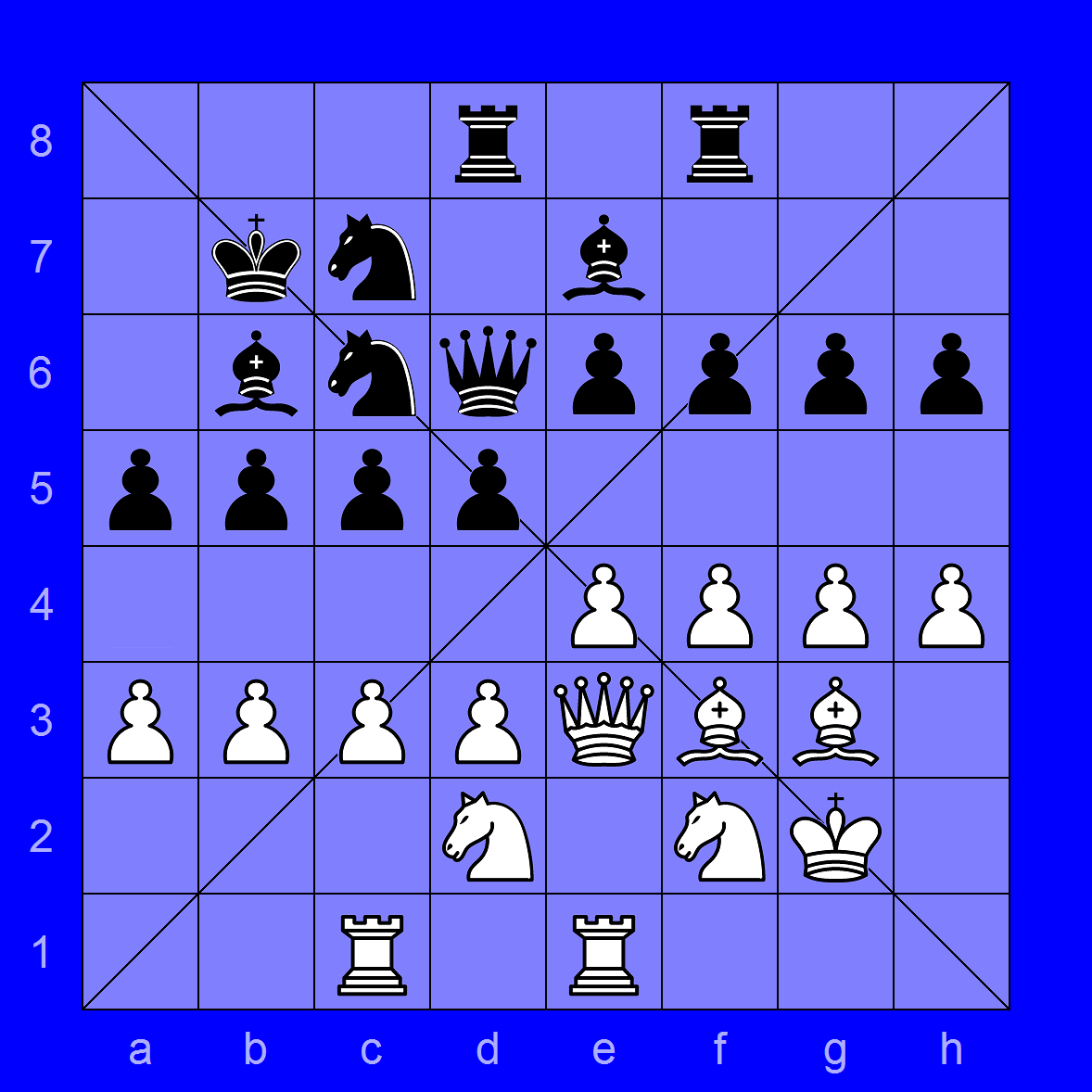
Một hình cờ sau khi giai đoạn thiết lập cờ hoàn tất

Các hình thả quân phổ biến
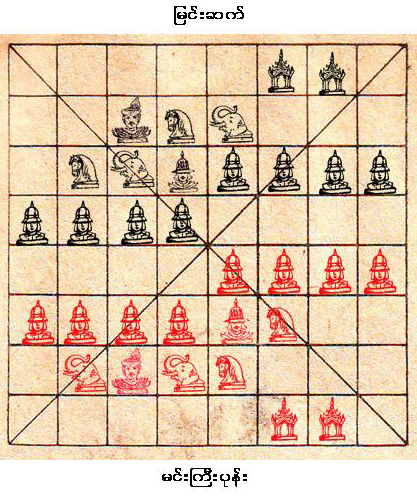
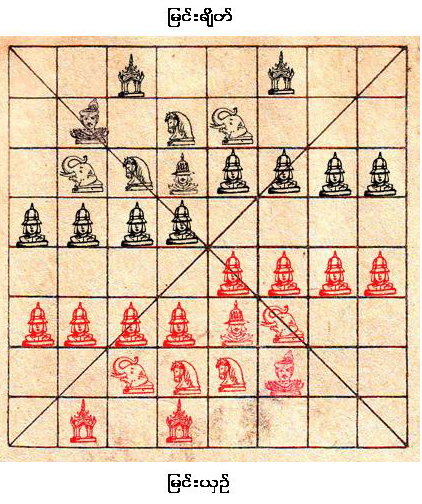
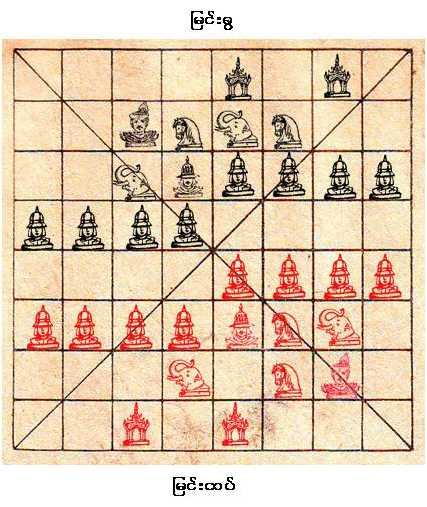
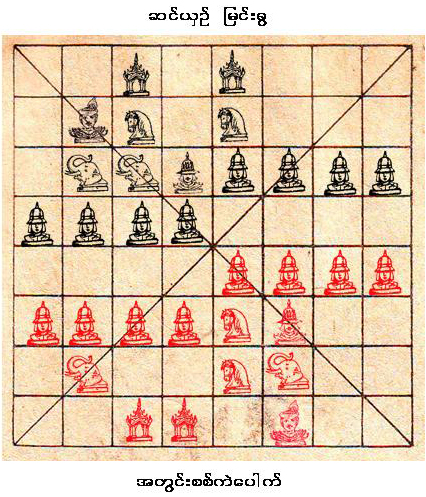